# محوطه قخ بولاغ ۲
محوطه قخ بولاغ ۲ مربوط به هزاره اول قبل از میلاد است و در شهرستان مراغه، بخش مرکزی، دهستان سراجوی شمالی، روستای گل تپه واقع شده و این اثر در تاریخ ۲۷ اسفند ۱۳۸۶ با شمارهٔ ثبت ۲۲۷۴۱ به‌عنوان یکی از آثار ملی ایران به ثبت رسیده است.